# Dorina Vaccaroni
Dorina Vaccaroni, po męzu Manzo (ur. 24 września 1963 na Lido) – włoska florecistka, trzykrotna medalistka olimpijska i wielokrotna medalistka mistrzostw świata.
Na igrzyskach olimpijskich w Moskwie w 1980 roku była piąta w zawodach drużynowych i szósta w indywidualnych (włoscy sportowcy wystartowali pod flagą olimpijską). Na rozgrywanych cztery lata później igrzyskach olimpijskich w Los Angeles wywalczyła indywidualnie brązowy medal, plasując się za Chinką Luan Jujie i Cornelią Hanisch z RFN. W zawodach drużynowych była tam czwarta. Następnie razem z Margheritą Zalaffi, Francescą Bortolozzi, Lucią Traversą i Annapią Gandolfi zdobyła drużynowo srebrny medal podczas igrzysk olimpijskich w Seulu w 1988 roku. Indywidualnie zajęła tym razem dziesiąte miejsce. Brała też udział w igrzyskach olimpijskich w Barcelonie w 1992 roku, gdzie reprezentacja Włoch w składzie: Giovanna Trillini, Margherita Zalaffi, Francesca Bortolozzi, Diana Bianchedi i Dorina Vaccaroni zwyciężyła w zawodach drużynowych. Indywidualnie tym razem nie startowała.
Podczas mistrzostw świata w Clermont-Ferrand w 1981 roku była trzecia w turnieju indywidualnym, za Cornelią Hanisch i Luan Jujie. Na rozgrywanych rok później mistrzostwach świata w Rzymie indywidualnie była druga, przegrywając w finale z Nailą Gilazową z ZSRR. Na tej samej imprezie razem z Carolą Cicconetti, Anną Ritą Sparaciari, Clarą Mochi i Margheritą Zalaffi zwyciężyła w turnieju drużynowym. Kolejne dwa medale zdobyła na mistrzostwach świata w Wiedniu w 1983 roku. Najpierw zwyciężyła indywidualnie, pokonując w finale Carolę Cicconetti. Następnie razem z koleżankami z reprezentacji zwyciężyła także w turnieju drużynowym. W kolejnych latach zdobywała medale drużynowo: złote na mistrzostwach świata w Lyonie (1990) i mistrzostwach świata w Budapeszcie (1991) oraz brązowe podczas mistrzostw świata w Lozannie (1987) i mistrzostw świata w Essen (1993).
Wywalczyła ponadto złoty medal w zawodach indywidualnych podczas mistrzostw Europy w Mödling w 1982 roku oraz srebrny na mistrzostwach Europy w Foggii rok wcześniej.